# Peugeot 508 (2010)
La prima generazione della Peugeot 508, è un'autovettura prodotta dalla casa automobilistica francese Peugeot dal 2010 al 2018.

## Storia
La prima generazione della 508 fu presentata al salone dell'automobile di Parigi nell'ottobre 2010 ed era una berlina a tre volumi di fascia medio-alta. La sua commercializzazione è stata avviata nel marzo del 2011.

### Nascita del modello

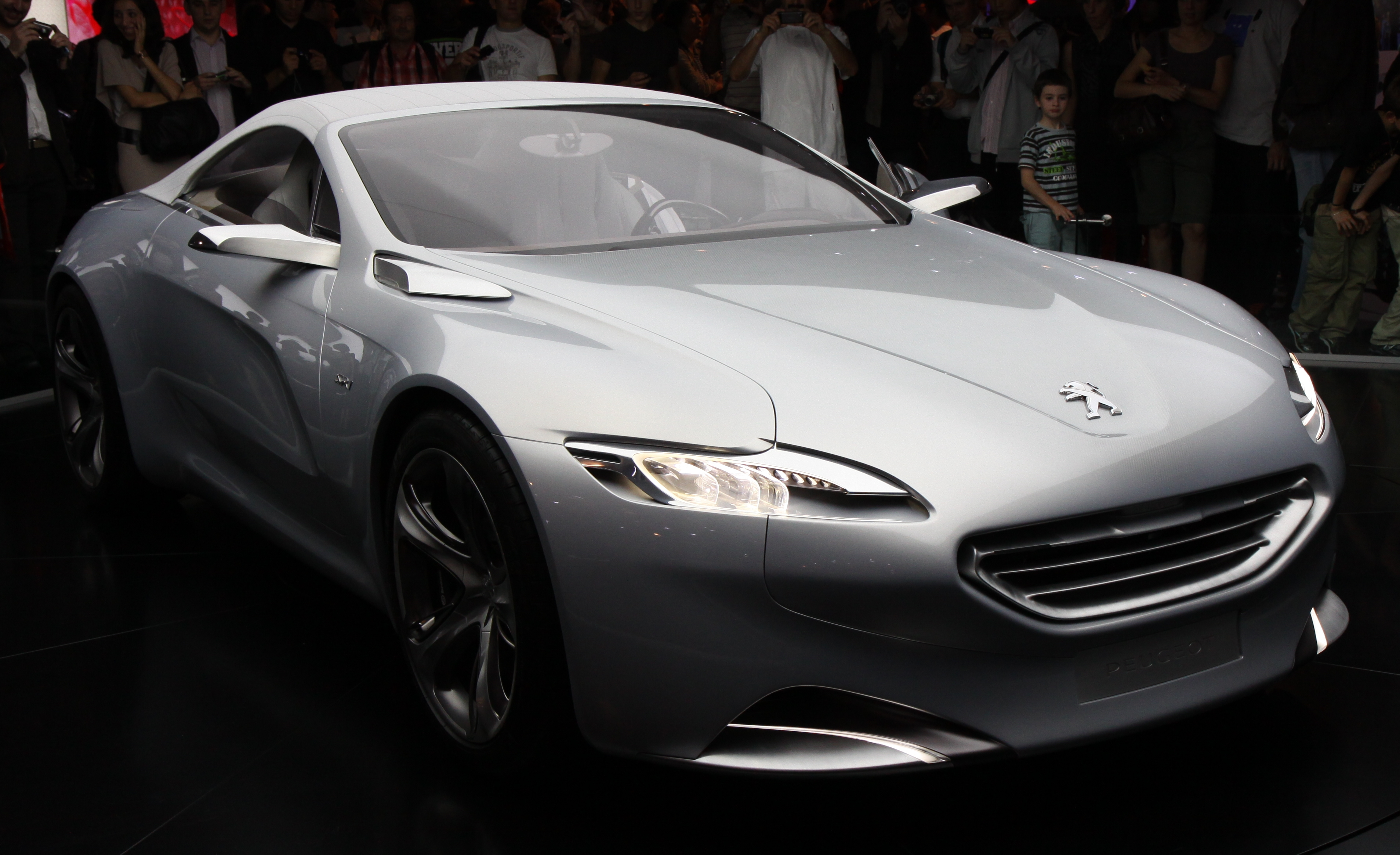
La Peugeot SR1

Nel corso dei primi anni del XXI secolo, la carriera dell'ammiraglia 607 fu accompagnata da risultati commerciali deludenti, mentre quella della vettura di classe media 407 fu caratterizzata da un ottimo successo; ciò costrinse i vertici Peugeot a rivedere i propri piani strategici e a considerare l'eventualità di sostituire entrambi i modelli con un unico nuovo modello di dimensioni intermedie.
Al salone dell'automobile di Ginevra del 2010 vennero presentate le concept 5byPeugeot e SR1, che anticiparono alcuni dei tratti stilistici del futuro modello, tratti stilistici che si annunciarono di rottura rispetto a quanto già visto negli ultimi anni sugli altri modelli della gamma. Volendo posizionare la nuova vettura a cavallo fra le due progenitrici, come denominazione è stato scelto di rispolverare quella della serie 50x, non più utilizzata da quasi vent'anni, vale a dire dall'uscita di produzione della 505 SW, avvenuta nel 1992. Il nome della nuova vettura fu quindi stabilito come 508.

### Caratteristiche

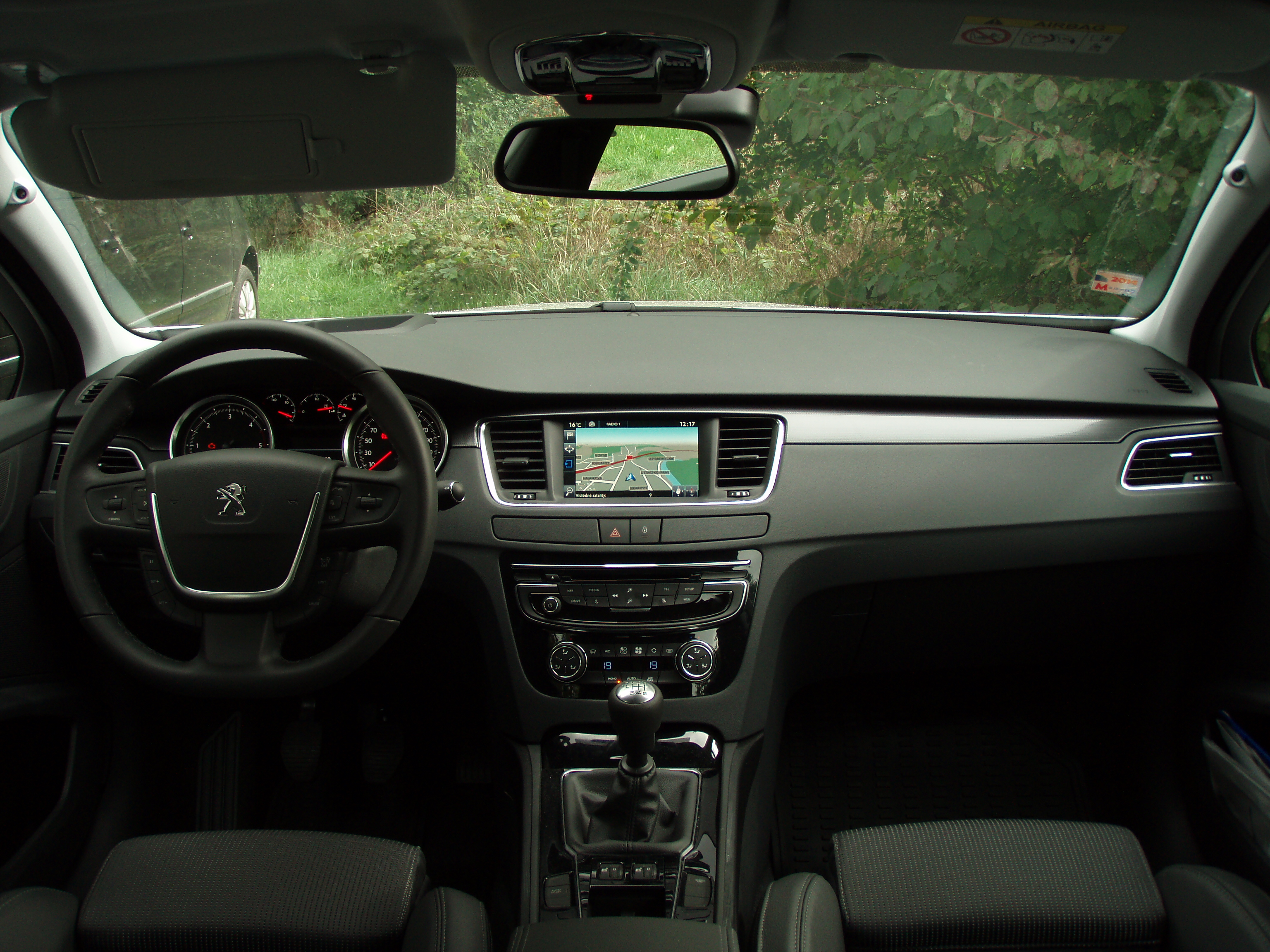
Interni di una Peugeot 508 del 2014

Per quanto riguardava il design della vettura, il frontale fu la parte che più di tutte annunciò la nascita del nuovo corso stilistico Peugeot: sparì la grande "bocca" che in precedenza caratterizzò la 407, al posto della quale venne inserita una calandra di dimensioni meno generose, in modo tale da donare più sobrietà alla vista d'insieme. Ai lati di tale calandra si trovavano i fari anteriori dal disegno molto affilato. La fiancata era caratterizzata da un profilo pulito in contrasto con le cornici cromate sui finestrini laterali, mentre la coda alta contribuì sia ad aumentare la capacità del bagagliaio sia a donare dinamismo alla vista d'insieme. Gli interni puntarono sulla personalizzazione e una buona abitabilità. Il bagagliaio della versione berlina aveva una capacità di 515 litri, che salivano a 1598 abbattendo lo schienale posteriore.

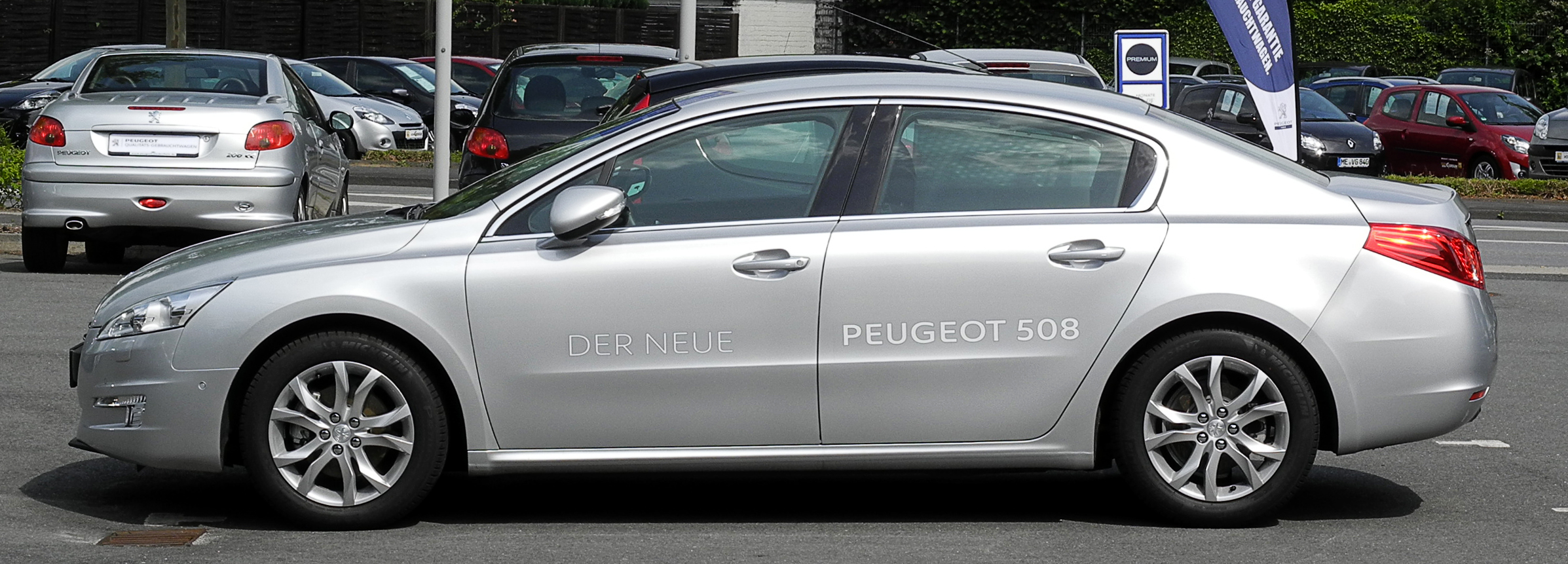
Vista laterale di una 508 berlina

La 508 condivideva pianale e gran parte della meccanica con la "cugina" C5, giunta due anni e mezzo prima alla sua seconda generazione. La struttura della scocca venne realizzata puntando molto sulla riduzione dei pesi: per questo, la vettura arrivò a pesare circa 14 quintali a vuoto, decisamente meno rispetto alle principali concorrenti. L'avantreno era per quasi tutte le versioni di tipo MacPherson, tranne la versione di punta, denominata GT, che montava invece un più sofisticato sistema a doppio triangolo in lega di alluminio. Il retrotreno era invece di tipo multilink. La stabilità della vettura anche ad alte velocità era garantita anche dalla notevole estensione dell'interasse, che tra l'altro era anche alla base dell'elevata abitabilità interna. L'impianto frenante era a disco sulle quattro ruote. 
Al suo esordio, la 508 venne proposta in sette motorizzazioni, due a benzina e cinque a gasolio:
- 1.6 16v VTi: motore Prince da 1598 cm³ e da 120 CV di potenza massima;
- 1.6 THP: motore Prince sovralimentato da turbocompressore, della cilindrata di 1598 cm³ e della potenza di 156 CV;
- 1.6 HDi: motore turbodiesel common rail da 1560 cm³, della potenza di 112 CV;
- 1.6 e-HDi: motore turbodiesel common rail da 1560 cm³, con potenza di 112 CV e con dispositivo Start&Stop integrato;
- 2.0 HDi: motore turbodiesel common rail da 1997 cm³ di cilindrata e da 140 CV di potenza massima;
- 2.0 HDi: motore turbodiesel common rail da 1997 cm³ di cilindrata e da 163 CV di potenza massima;
- 2.2 HDi: motore biturbodiesel common rail da 2179 cm³ di cilindrata e da 204 CV di potenza massima.

Quattro le varianti di trasmissione: il 1.6 THP poteva avere, a scelta, un cambio manuale a 6 marce o un automatico sequenziale a 6 marce, mentre il 2 litri HDi da 140 CV prevedeva invece solo il manuale a 6 marce e la versione 1.6 HDi montava un cambio manuale a 5 marce. Le versioni 1.6 VTi e 1.6 e-HDi erano equipaggiate con un cambio robotizzato a 6 marce, mentre le restanti due versioni diesel montavano il cambio automatico sequenziale a 6 rapporti, già incontrato e previsto a richiesta sulla 1.6 THP.

## Evoluzione
La produzione della 508 cominciò così già nell'autunno del 2010 nello stabilimento Peugeot di Rennes, ma la commercializzazione effettiva venne avviata solo nel marzo dell'anno seguente. Sempre nel corso del 2011, fu avviata la produzione anche in Cina, presso lo stabilimento Dongfeng che assemblò per il mercato interno modelli del Gruppo PSA, a volte anche del tutto inediti.

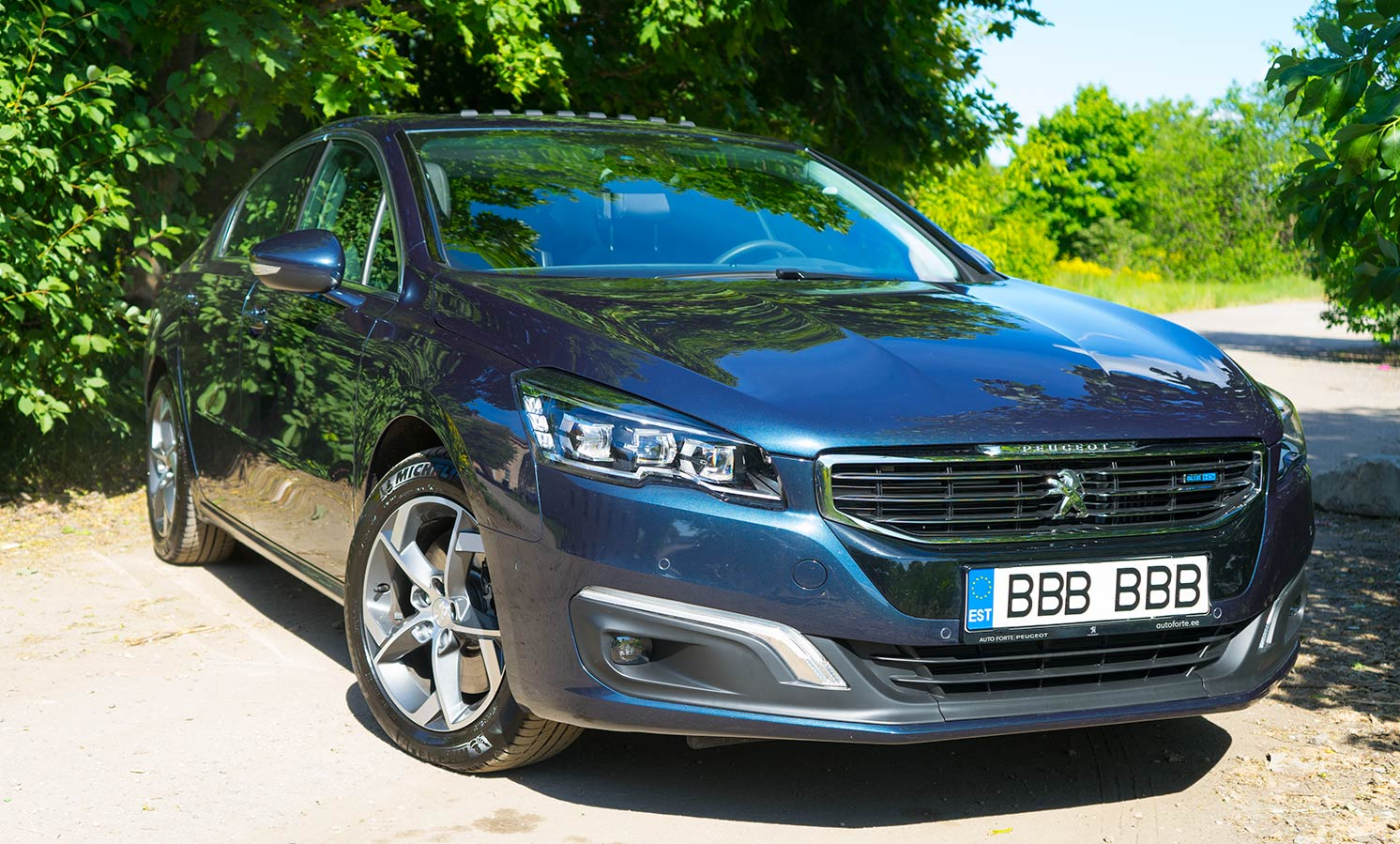
Frontale di una Peugeot 508 restyling 2015

Al salone di Francoforte del 2011 fu svelata la 508 RXH, variante ibrida a gasolio esclusivamente con carrozzeria SW. Un anno dopo, nel settembre del 2012, si ebbe invece l'arrivo della 508 Hybrid4, nuova variante ibrida, stavolta esclusivamente con carrozzeria berlina, e dotata dello stesso gruppo motopropulsore (163 CV di motore termico più 37 CV di motore elettrico) che equipaggia la versione RXH.
La primavera del 2014 vide l'arrivo di un nuovo motore turbodiesel, sempre basato sul classico 2 litri, ma con una nuova tecnologia che prevedeva l'utilizzo di un additivo denominato AdBlue per la riduzione delle emissioni nocive; la potenza massima raggiunse i 150 CV. 

### Restyling 2015
Alla fine dell'estate 2015, arrivò il restyling: nella zona anteriore comparve una nuova calandra più verticale e squadrata e nuovi gruppi ottici con tecnologia full-LED. Posteriormente l'aggiornamento interessò principalmente le plastiche dei fari, ora dotate di una nuova grafica. Le modifiche in coda furono però più visibili nella versione con carrozzeria berlina che in quella con carrozzeria station wagon. Per quanto riguarda la meccanica, le 508 aggiornate videro l'arrivo di un nuovo motore diesel, basato sulla già presente unità da 150 CV, ma stavolta con potenza portata a 180 CV. I nuovi diesel da 150 e 180 CV, fra l'altro, non andarono a sostituire nessun'altra motorizzazione a gasolio già esistente, ma vi si affiancarono, almeno inizialmente, ampliando così l'offerta di propulsori a gasolio. Sul fronte benzina, il motore 1.6 THP da 156 CV venne portato a 165 CV e arrivò a rispettare la normativa Euro 6, come peraltro anche il nuovo diesel da 180 CV. Tra le altre novità tecniche vi fu il debutto di un nuovo cambio automatico a 6 rapporti che andò a sostituire quello proposto in precedenza.
All'inizio del 2018 sono state pubblicate le prime immagini della seconda generazione della 508, che di lì a non molto avrebbe sostituito la prima. La prima generazione scompare dai listini nel mese di aprile dello stesso anno, sia in versione berlina che in versione SW.

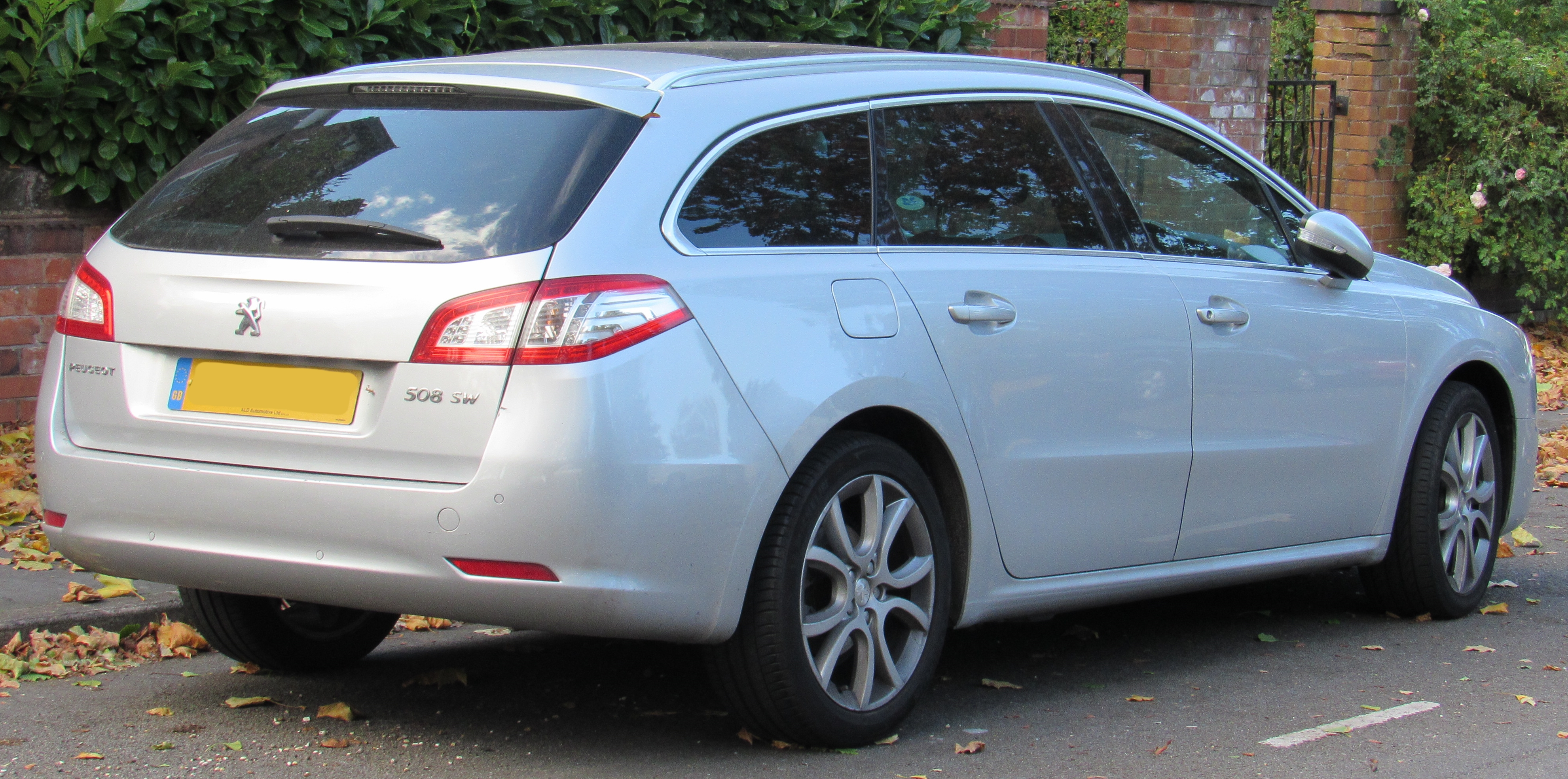
508 SW, vista posteriore

### 508 SW
Accanto alla versione berlina debuttò alla fine del 2010 anche la versione SW, leggermente più lunga, ma soprattutto più pratica e dal bagagliaio più grande, con i 560 litri in configurazione standard, che salivano a 1.115 in caso di abbattimento dello schienale posteriore. Il bagagliaio, inoltre, era dotato di un doppio fondo della capacità di 49 litri, che aumentava la praticità di utilizzo. L'unica eccezione era rappresentata dalla versione GT, la quale, prevedendo di serie il doppio terminale di scarico, doveva accontentarsi di un doppio fondo da 29 litri.
La linea del tetto si abbassava nella zona posteriore e terminava con una coda "tondeggiante". I gruppi ottici posteriori erano questa volta a sviluppo orizzontale anziché verticale e possedevano quindi anche nuove plastiche fari con grafica inedita. Le motorizzazioni previste per la 508 SW fin dal suo debutto furono le stesse della berlina. Come debuttò assieme alla berlina, così assieme alla berlina la  508 SW ha terminato la sua carriera nel marzo del 2018.

### Le versioni ibride

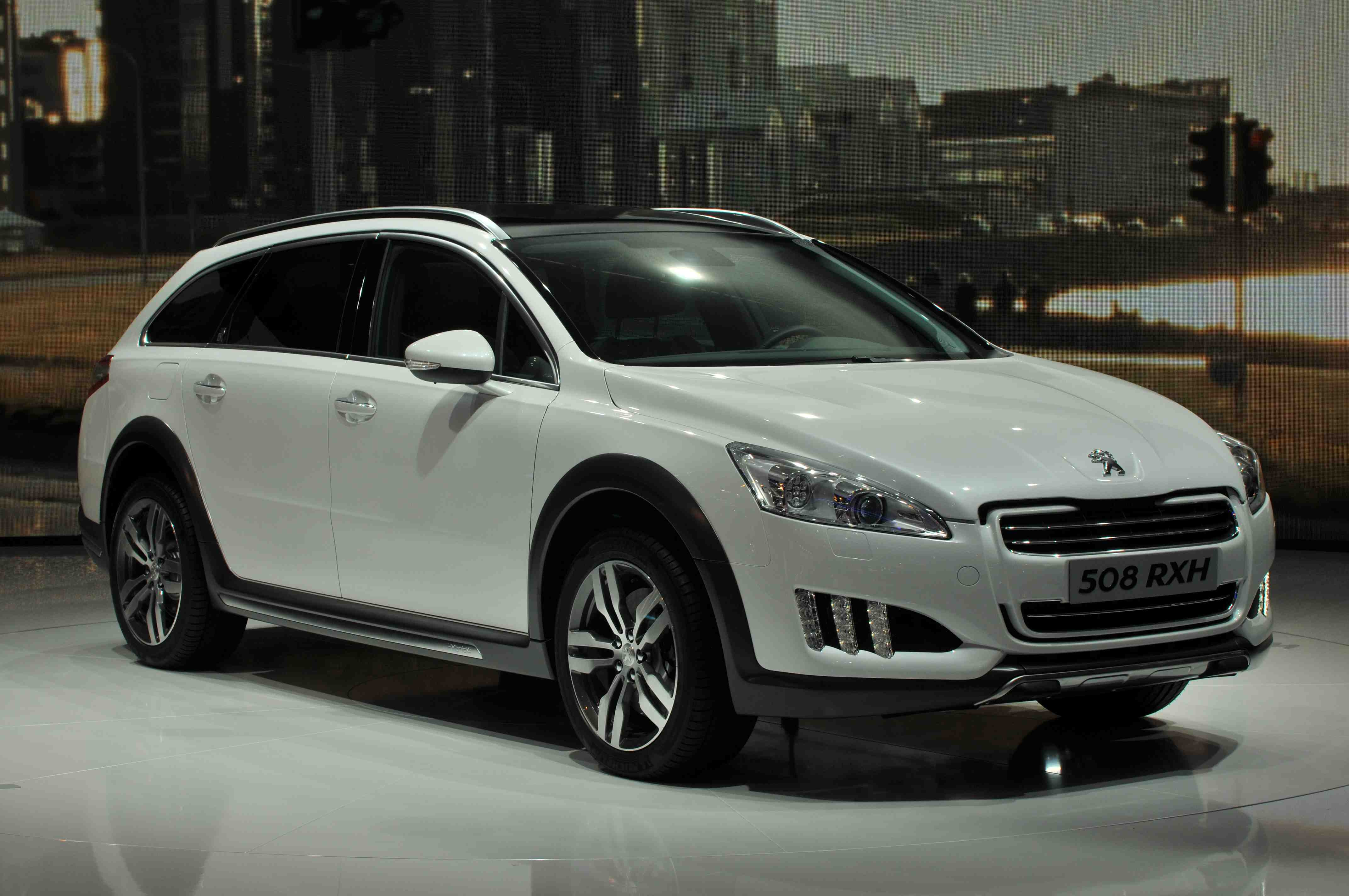
Una 508 RXH pre-restyling

Dopo aver già intrapreso la strada dell'alimentazione ibrida lanciando sul mercato la 3008 Hybrid4, la Peugeot, sfruttando tale principio, estese dal 2012 la sua gamma di veicoli ibridi introducendone altri due, entrambi su base 508.
La 508 RXH, commercializzata a partire dall'inizio del 2012, costituì il primo di questi due modelli a esordire sulla scena automobilistica. Già al primo sguardo erano visibili alcune differenze estetiche ben evidenti, come il nuovo paraurti anteriore con luci a led a tre segmenti, ma soprattutto si notava la particolare caratterizzazione off-road della vettura: l'assetto rialzato e le parti inferiori della carrozzeria (protezioni sotto i paraurti, bandelle sottoporta e codolini passaruota) non verniciate orientarono la vettura nel segmento delle crossover-SUV. La vettura presentò la stessa soluzione introdotta poco tempo prima sulla 3008 Hybrid4, vale a dire il 2 litri turbodiesel common rail da 163 CV, interfacciato con un motore elettrico da 37 CV. Mentre il classico motore diesel era destinato ad azionare le ruote anteriori, quello elettrico si occupava di quelle posteriori per aiutare la vettura nelle manovre a bassissima velocità (parcheggi, code, ecc.), e poteva essere azionato assieme al motore diesel azionando un apposito comando. In questo modo le potenze dei due motori si sommavano e la vettura arrivava a erogare 200 CV, ma soprattutto si convertiva alla trazione integrale.

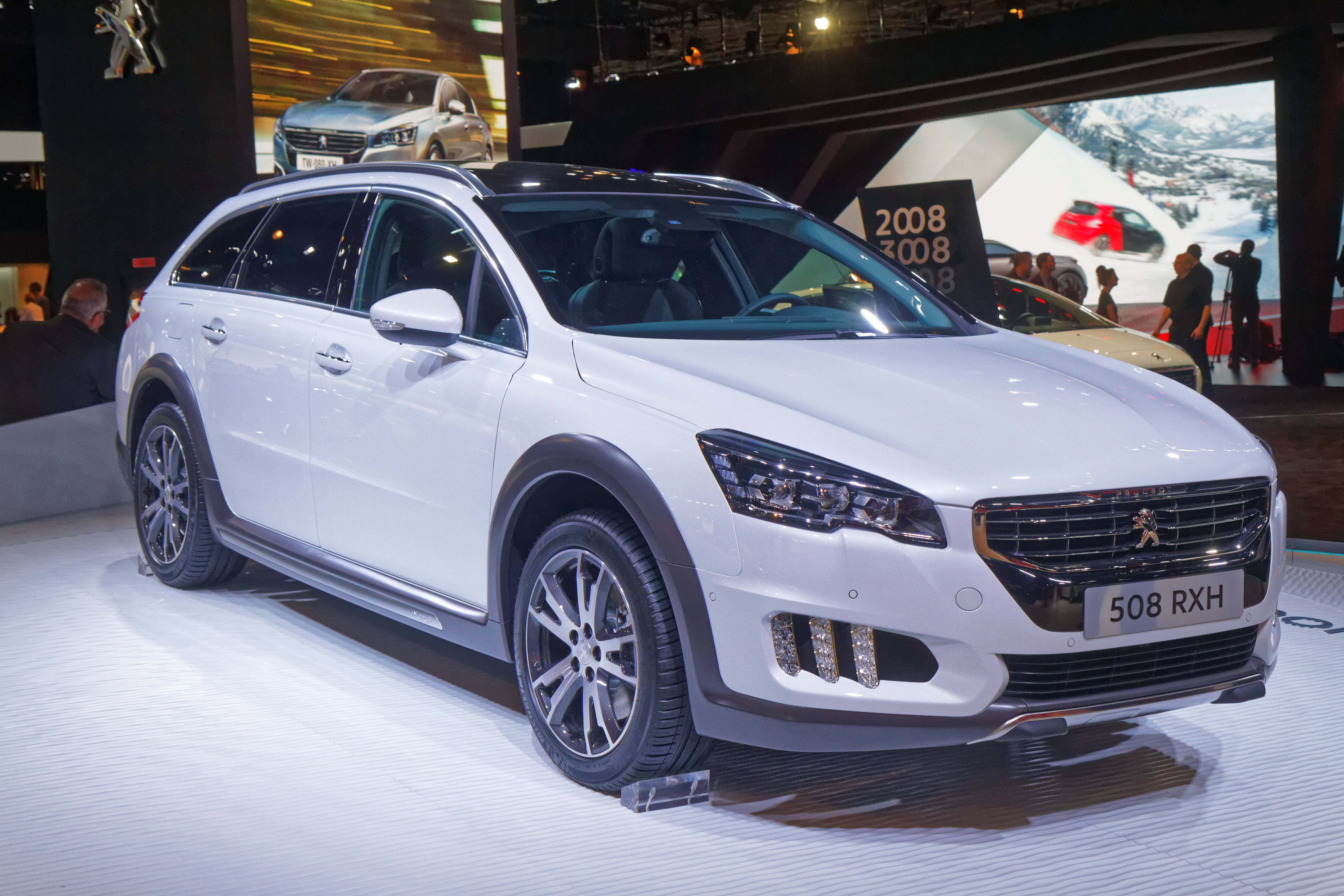
508 RXH restyling

Il secondo dei due modelli ibridi fu la 508 Hybrid4, introdotta nel settembre 2012, che abbinò la stessa accoppiata motoristica gasolio/elettrico della RXH alla più discreta carrozzeria berlina delle altre 508. Si trattò della prima berlina Peugeot di classe media a trazione integrale dopo 17 anni, visto che l'ultima fu la sportiva 405 T16 uscita di produzione nel 1995. Sia questo modello che la RXH furono equipaggiate con un cambio robotizzato a 6 rapporti. Con il restyling sopraggiunto nel settembre 2014, entrambi i modelli ibridi vennero riconfermati a listino.
Con il restyling sopraggiunto nel 2014 che interessò tutta la gamma, dalle versioni di base all'ibrida RXH, vennero riconfermate entrambe queste versioni ibride, ma nel maggio del 2016 la versione berlina uscì definitivamente dai listini. L'anno seguente fu la volta della RXH.

## Tabella riepilogativa
| Modello | Carrozzeria | Motore                   | Cilindrata cm³ | Alimentazione                                    | Potenza CV/rpm | Coppia Nm/rpm  | Cambio/ Nº rapporti   | Massa a vuoto (kg) | Velocità max | Acceler. 0–100 km/h | Consumo (l/100 km) | Emissioni CO2 (g/km) | Anni di produzione |
| Versioni a benzina |             |                          |                |                                                  |                |                |                       |                    |              |                     |                    |                      |                    |
| 1.6 VTi | berlina     | EP6                      | 1598           | iniezione elettronica                            | 120/6000       | 160/4250       | Robotizzato 6 marce   | 1.390              | 203          | 11"5                | 6,2                | 144                  | 10/2010-07/2014    |
| 1.6 VTi | SW          | EP6                      | 1598           | iniezione elettronica                            | 120/6000       | 160/4250       | Robotizzato 6 marce   | 1.410              | 200          | 11"8                | 6,3                | 145                  | 10/2010-07/2014    |
| 1.6 THP 156 | berlina     | EP6DT                    | 1598           | iniezione diretta + turbocompressore twin-scroll | 156/6000       | 240/ 1400-5000 | Manuale 6 marce1      | 1.400              | 222          | 8"6                 | 6,4                | 149                  | 10/2010-08/2014    |
| 1.6 THP 156 | SW          | EP6DT                    | 1598           | iniezione diretta + turbocompressore twin-scroll | 156/6000       | 240/ 1400-5000 | Manuale 6 marce1      | 1.420              | 218          | 8"8                 | 6,5                | 150                  | 10/2010-08/2014    |
| 1.6 THP 163 | berlina2    | EP6FDT                   | 1598           | iniezione diretta + turbocompressore twin-scroll | 165/6000       | 240/ 1400-3500 | Manuale 6 marce1      | 1.390              | 210          | 8"6                 | -                  | 134                  | 09/2014-03/20182   |
| 1.6 THP 163 | SW          | EP6FDT                   | 1598           | iniezione diretta + turbocompressore twin-scroll | 165/6000       | 240/ 1400-3500 | Manuale 6 marce1      | 1.420              | 210          | 8"8                 | 6                  | 139                  | 09/2014-03/2018    |
| 1.8 THP 200 (solo mercato cinese) | berlina     | EP8FDT                   | 1751           | iniezione diretta + turbocompressore twin-scroll | 204/5500       | 280/1400       | Automatico 6 rapporti | 1.625              | 230          | -                   | 6,9                | -                    | 2015-18            |
| Versioni a gasolio |             |                          |                |                                                  |                |                |                       |                    |              |                     |                    |                      |                    |
| 1.6 HDi | berlina     | DV6TED4                  | 1560           | Iniezione diretta turbodiesel common rail        | 112/3600       | 240/ 1500-3000 | Manuale 5 marce       | 1.405              | 190          | 11"3                | 4,7                | 124                  | 2010-12            |
| 1.6 HDi | berlina     | DV6TED4                  | 1560           | Iniezione diretta turbodiesel common rail        | 115/3600       | 240/ 1500-3000 | Manuale 5 marce       | 1.405              | 190          | 11"3                | 4,7                | 114                  | 2012-14            |
| 1.6 HDi | SW          | DV6TED4                  | 1560           | Iniezione diretta turbodiesel common rail        | 112/3600       | 240/ 1500-3000 | Manuale 5 marce       | 1.425              | 182          | 11"6                | 4,8                | 125                  | 2010-12            |
| 1.6 HDi | SW          | DV6TED4                  | 1560           | Iniezione diretta turbodiesel common rail        | 115/3600       | 240/ 1500-3000 | Manuale 5 marce       | 1.425              | 182          | 11"6                | 4,8                | 112                  | 2012-14            |
| 1.6 e-HDi | berlina     | DV6TED4                  | 1560           | Iniezione diretta turbodiesel common rail        | 112/3600       | 270/ 1750-2500 | Robotizzato 6 marce3  | 1.410              | 197          | 11"9                | 4,4                | 115                  | 2010-12            |
| 1.6 e-HDi | berlina     | DV6TED4                  | 1560           | Iniezione diretta turbodiesel common rail        | 115/3600       | 270/ 1750-2500 | Robotizzato 6 marce3  | 1.410              | 197          | 11"9                | 4                  | 104                  | 2012-14            |
| 1.6 e-HDi | SW          | DV6TED4                  | 1560           | Iniezione diretta turbodiesel common rail        | 112/3600       | 270/ 1750-2500 | Robotizzato 6 marce3  | 1.430              | 194          | 12"3                | 4                  | 105                  | 2010-12            |
| 1.6 e-HDi | SW          | DV6TED4                  | 1560           | Iniezione diretta turbodiesel common rail        | 115/3600       | 270/ 1750-2500 | Robotizzato 6 marce3  | 1.430              | 194          | 12"3                | 4                  | 105                  | 2012-14            |
| 1.6 BlueHDi | berlina     | DV6FC                    | 1560           | Iniezione diretta turbodiesel common rail        | 120/3500       | 300/1750       | Manuale 6 marce       | 1.405              | 202          | 11"                 | 3,8                | 99                   | 04/2015-03/2018    |
| 1.6 BlueHDi | SW          | DV6FC                    | 1560           | Iniezione diretta turbodiesel common rail        | 120/3500       | 300/1750       | Manuale 6 marce       | 1.430              | 199          | 11"3                | 4,3                | 104                  | 04/2015-03/2018    |
| 2.0 HDi (140CV) | berlina     | DW10TED4                 | 1997           | Iniezione diretta turbodiesel common rail        | 140/4000       | 320/2000       | Manuale 6 marce       | 1.430              | 210          | 9"8                 | 4,8                | 125                  | 10/2010-07/2015    |
| 2.0 HDi (140CV) | SW          | DW10TED4                 | 1997           | Iniezione diretta turbodiesel common rail        | 140/4000       | 320/2000       | Manuale 6 marce       | 1.500              | 210          | 10"1                | 5                  | 130                  | 10/2010-07/2015    |
| 2.0 BlueHDi (150CV) | berlina     | DW10 BlueHDi             | 1997           | Iniezione diretta turbodiesel common rail        | 150/4000       | 370/2000       | Manuale 6 marce       | 1.500              | 210          | 8"9                 | 4,2                | 109                  | 04/2014-03/2018    |
| 2.0 BlueHDi (150CV) | SW          | DW10 BlueHDi             | 1997           | Iniezione diretta turbodiesel common rail        | 150/4000       | 370/2000       | Manuale 6 marce       | 1.520              | 210          | 9"1                 | 4,2                | 110                  | 04/2014-03/2018    |
| 2.0 HDi (163CV) | berlina     | DW10C                    | 1997           | Iniezione diretta turbodiesel common rail        | 163/3750       | 340/2000       | Automatico 6 rapporti | 1.520              | 225          | 9"2                 | 5,7                | 149                  | 10/2010-07/2015    |
| 2.0 HDi (163CV) | SW          | DW10C                    | 1997           | Iniezione diretta turbodiesel common rail        | 163/3750       | 340/2000       | Automatico 6 rapporti | 1.540              | 223          | 9"5                 | 5,7                | 150                  | 10/2010-07/2015    |
| 2.0 BlueHDi (180CV) | berlina     | DW10 BlueHDi             | 1997           | Iniezione diretta turbodiesel common rail        | 180/3750       | 400/2000       | Automatico 6 rapporti | 1.590              | 230          | 8"5                 | 4,4                | 116                  | 09/2014-03/2018    |
| 2.0 BlueHDi (180CV) | SW          | DW10 BlueHDi             | 1997           | Iniezione diretta turbodiesel common rail        | 180/3750       | 400/2000       | Automatico 6 rapporti | 1.620              | 226          | 8"6                 | 4,6                | 120                  | 09/2014-03/2018    |
| 2.2 HDi GT | berlina4    | DW12C                    | 2179           | Iniezione diretta Bi-turbodiesel common rail     | 204/3500       | 450/2000       | Automatico 6 rapporti | 1.540              | 234          | 8"2                 | 5,7                | 150                  | 10/2010- 04/20154  |
| 2.2 HDi GT | SW          | DW12C                    | 2179           | Iniezione diretta Bi-turbodiesel common rail     | 204/3500       | 450/2000       | Automatico 6 rapporti | 1.660              | 232          | 8"4                 | 5,9                | 154                  | 10/2010-04/2015    |
| Versioni ibride |             |                          |                |                                                  |                |                |                       |                    |              |                     |                    |                      |                    |
| 508 Hybrid4 | berlina     | DW10C + motore elettrico | 1997           | Turbodiesel common rail + batteria               | 163/3750 + 37  | 268/ 2000-2750 | Robotizzato 6 marce   | 1.660              | 210          | 8"6                 | 3,6                | 95                   | 03/2012- 05/20165  |
| 508 RXH | SW          | DW10C + motore elettrico | 1997           | Turbodiesel common rail + batteria               | 163/3750 + 37  | 268/ 2000-2750 | Robotizzato 6 marce   | 1.770              | -            | 8"4                 | 4,2                | 109                  | 10/2011-06/2017    |
| Note: 1A richiesta è disponibile il cambio automatico sequenziale a 6 rapporti 2Non disponibile per il mercato italiano 3Disponibile a richiesta anche con cambio manuale a 6 marce 4A partire dal 09/2014, non più disponibile per il mercato italiano 5Non più per il mercato italiano dal 12/2013 |             |                          |                |                                                  |                |                |                       |                    |              |                     |                    |                      |                    |